# Dichapetalum ruhlandii
Dichapetalum ruhlandii är en tvåhjärtbladig växtart som beskrevs av Adolf Engler. Dichapetalum ruhlandii ingår i släktet Dichapetalum och familjen Dichapetalaceae. Inga underarter finns listade i Catalogue of Life.